# Abram William Lauder
Abram William Lauder (6 juin 1834 - 20 février 1884) était un avocat canadien et un homme politique. 

## Biographie
Il représenta le Sud du Comté de Grey, qui était alors divisé en trois parts, à l'Assemblée législative de l'Ontario de 1867 à 1874 et l'Est du même Comté de 1875 à 1884. Il était engagé dans le Parti conservateur de l'Ontario.
Il était né à Bewcastle en Angleterre en 1834, avait étudié en Écosse puis était plus tard parti pour le Canada. Il a enseigné pendant une courte période, avant de migrer vers Toronto où il étudia le droit et devint avocat en 1864.
Lors des élections de 1871, un des supporters de Lauder a utilisé la corruption pour pouvoir obtenir des votes. Lauder lui-même n'était pas mis en cause, mais cette affaire a semble-t-il sensiblement entaché sa réputation et il a été battu. Il n'a pu être réélu qu'aux élections partielles qui se sont tenues peu après.
Lauder a plus tard réussi à prouver qu'un fonctionnaire du gouvernement, John L. Lewis, était impliqué dans une importante affaire de corruption : il avait promis de l'argent aux éventuels électeurs qui voteraient pour un gouvernement libéral. Des politiciens de haut rang comme Archibald McKellar, Adam Oliver ou James Kirkpatrick Kerr, alors conseiller juridique du Premier ministre de l'Ontario, étaient également impliqués.
En 1872, il défendit le comité de grève du Syndicat typographique de Toronto face aux maîtres imprimeurs et fit ainsi jurisprudence. En effet, la loi canadienne de l'époque n'était pas claire quant au statut des organisations syndicales.

## Sources
- Ressource relative à la vie publique :   - Assemblée législative de l'Ontario
- Notice dans un dictionnaire ou une encyclopédie généraliste :   - Dictionnaire biographique du Canada